# Кубанская весна 2004
Второй турнир «Кубанская весна» прошёл в марте 2004 года, в станице Полтавская на стадионах «Зеленая Роща» и «Динамо».
В турнир были заявлены:
- от России:
  - «ЦСК ВВС» (Самара) и «Чертаново» (Москва) — 3 и 7 место в Чемпионате России 2003 года;
  - Женская сборная России по футболу (до 20 лет);
  - «Ника» (Нижний Новгород) — 2 место в первой лиге;
- от Украины: «Металлист» (Харьков) — Чемпион Украины 2003 года.

## Турнир
| Команда                       | 1   | 2   | 3   | 4   | 5   | В | Н | П | РМ  | О  |
| ----------------------------- | --- | --- | --- | --- | --- | - | - | - | --- | -- |
| ЦСК ВВС (Самара, )            |     | 1:0 | 4:2 | 3:1 | 1:0 | 4 | 0 | 0 | 9-3 | 12 |
| Металлист (Харьков, )         | 0:1 |     | 1:0 | 1:0 | 5:0 | 3 | 0 | 1 | 7-1 | 9  |
| Россия (мол.) ()              | 2:4 | 0:1 |     | 1:1 | 2:0 | 1 | 1 | 2 | 5-6 | 3  |
| 4. «Чертаново» (Москва, )     | 1:3 | 0:1 | 1:1 |     | 1:1 | 0 | 2 | 2 | 3-6 | 2  |
| 5. «Ника» (Нижний Новгород, ) | 0:1 | 0:5 | 0:2 | 1:1 |     | 0 | 1 | 3 | 1-9 | 1  |

## Лучшие игроки турнира
Лучшие игроки турнира:
- вратарь — Вероника Шульга (ЦСК ВВС)
- защитник — Елена Головко (Металлист)
- полузащитник — Наталья Плешакова (Чертаново)
- нападающий — Екатерина Сочнева (Россия (мол.))
- бомбардир — Ольга Кремлева (ЦСК ВВС) — 4 гола

## Победители
Состав ЦСК ВВС (Самара):
Брылёва, Горячева, Денщик, Егорова, Карасёва, Козлова, Кремлева, Петряева, Пешина, Примак, Седакова, Суслова, Трифонова, Филиппова, Фомина, Шульга, Харченко. Гл.тренер: Виталий Шашков
Игроки ЦСК ВВС (Самара): Анна Горячева (18 лет), Ольга Пешина (17 лет), Яна Фомина (18 лет) и Надежда Харченко (17 лет) на турнире также выступали и за сборную России (мол.).